# Puget-Rostang
Puget-Rostang település Franciaországban, Alpes-Maritimes megyében. Lakosainak száma 121 fő (2022. január 1.). Puget-Rostang Auvare, Beuil, Puget-Théniers és Rigaud községekkel határos.

## Népesség
A település népességének változása:
| Lakosok száma | 61   | 85   | 115  | 108  | 131  | 133  | 129  | 126  | 126  | 121  |
|               | 1968 | 1982 | 1990 | 2006 | 2013 | 2015 | 2017 | 2019 | 2020 | 2022 |